# Olivier Sens

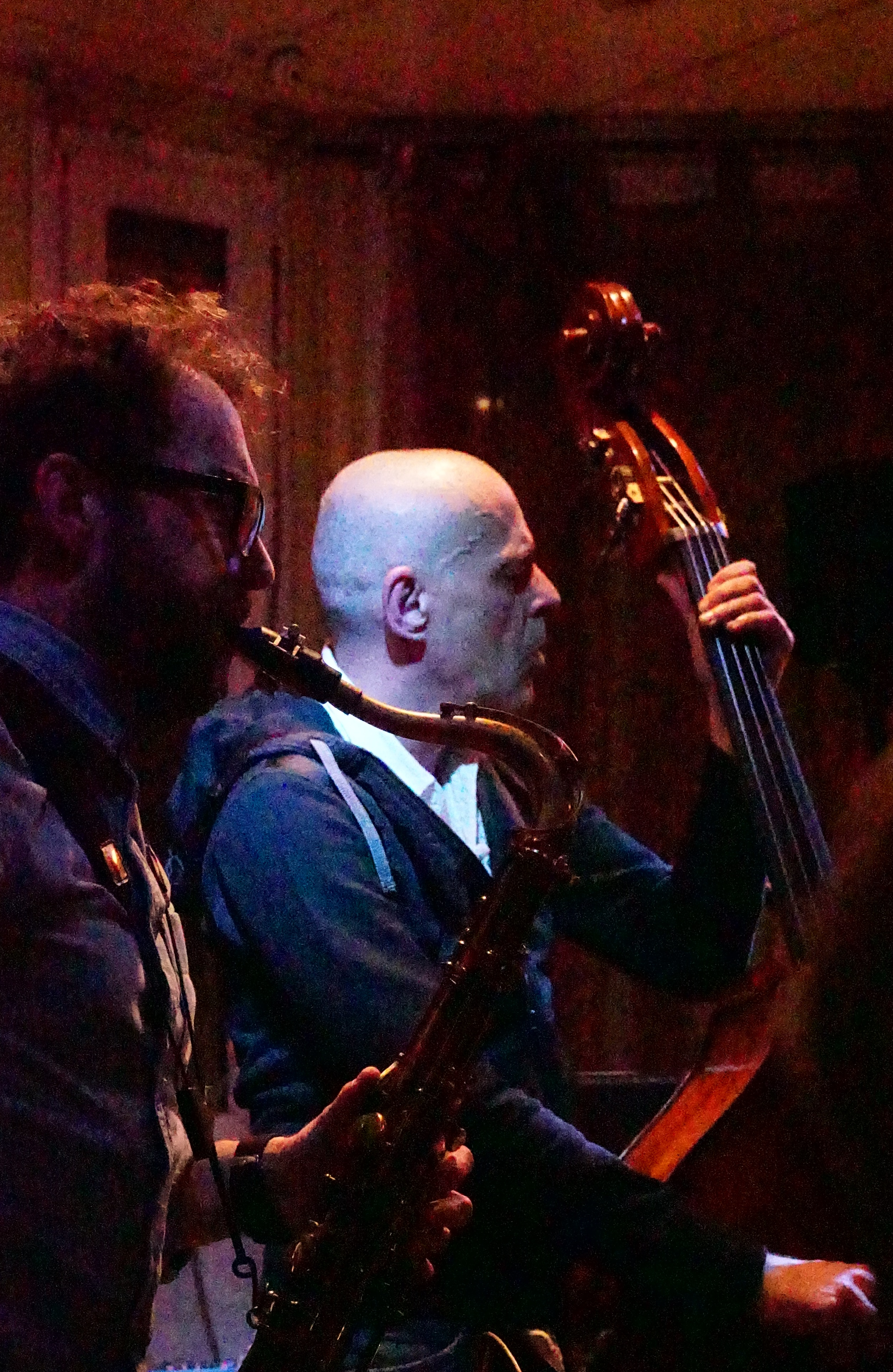
Olivier Sens.

Olivier Sens (* 1965) ist ein französischer Kontrabassist des Modern Jazz.

## Leben
Sens erhielt ab dem sechsten Lebensjahr Klavierunterricht; mit dreizehn Jahren wechselte er zur Gitarre. Mit 18 Jahren entschied er sich für den Kontrabass und spielte bald gemeinsam mit Palle Danielsson und Bernard Cazauran, um seine Ausbildung 1992 bei Henri Texier zu vervollkommnen. Auch besuchte er einen Workshop von Dave Holland.
Er spielte zunächst mit dem Orchestre Jazz regional de Grenoble, Guillaume Orti („Reverse“), Nelson Veras, Aldo Romano („Because of Bechet“), oder Stéphane Kochoyan. 1995 stellte er sich auf dem Wettbewerb des La Défense Jazz Festival im Trio mit Sébastien Texier und Christophe Marguet vor; er errang dort den ersten Preis; für das Album „Résistance poétique“ erhielt die Gruppe den Django d’Or.
Von 1995 bis 2002 begleitete er Musiker wie Stéphane Grappelli, Didier Lockwood, Jean-Marc Padovani („Out – Tribute To Eric Dolphy“), Daniel Humair, Richard Galliano, Claude Barthélemy, Louis Sclavis, Martial Solal oder Michel Portal. Auch spielte er mit durchreisenden Musikern wie Philip Harper, Gary Bartz, Antonio Hart, Gary Thomas, Rich Perry oder Chris Potter.
2002 gründete er mit Vincent Courtois und Benoît Delbecq das Ensemble La ZAM. Daneben spielte er in den Bands von Malo Valois, Christophe Marguet („Les Correspondances“), Nicolas Genest, Jean-Christophe Beney und Hervé Bourde. Auch konzertierte er im Duo mit Denis Badault und mit Isabelle Olivier. Im Collectif Slang („Addict“) trat er auch als Elektroniker auf. 
Von 1998 bis 2001 war er als Professor für Kontrabass am Konservatorium von Bagneux tätig.